# Krankentransportzug
Ein Krankentransportzug, abgekürzt KrTrspZg, war ein Lazarettzug der Bundeswehr. Solche Züge waren zu Zeiten des Kalten Krieges im rückwärtigen Korpsgebiet zur Evakuierung versorgter Patienten von den Hauptverbandplätzen und Lazaretten hin zu den Reservelazaretten in der rückwärtigen Kampfzone (auch Niederlande und Belgien) vorgesehen.
Die Krankentransportzüge der Krankentransportkompanien (Schiene) resultierten aus dem ursprünglichen Konzept eines bundeswehreigenen Lazarettzugs, das aus Kostengründen nicht wie ursprünglich geplant realisiert wurde.
Nach Medienberichten plante die Bundeswehr im Mai 2022 drei auf dem ICE 3 neo basierende Triebwagen als Lazarettzüge neu zu beschaffen. Die Bundesregierung gab hingegen im Juli 2022 bekannt noch keine abschließende Entscheidung über die Beschaffung von ICE-Zügen für die Bundeswehr getroffen zu haben.

## Geschichte

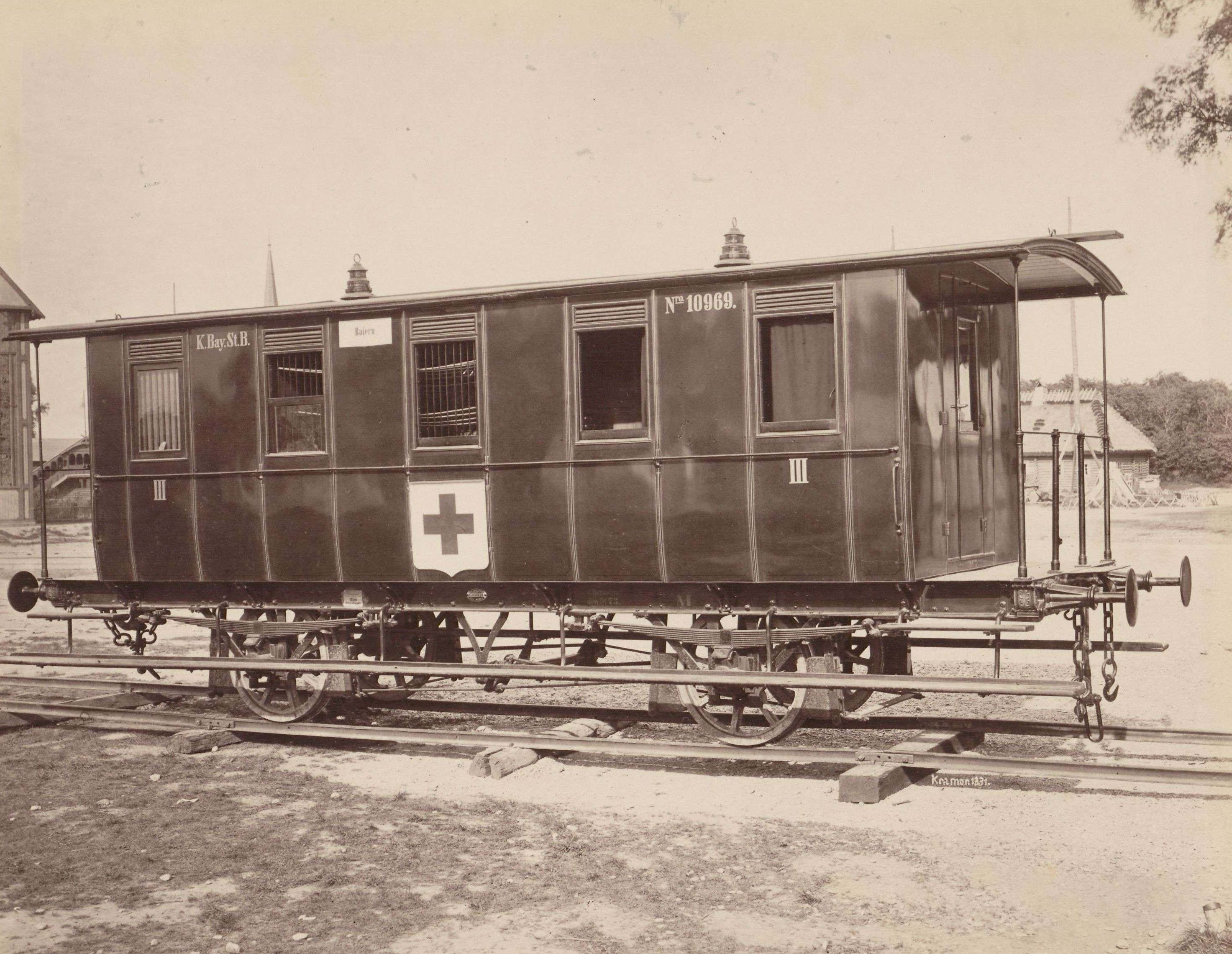
Lazarettwagen der K.Bay.Sts.B. auf der Weltausstellung 1873 in Wien

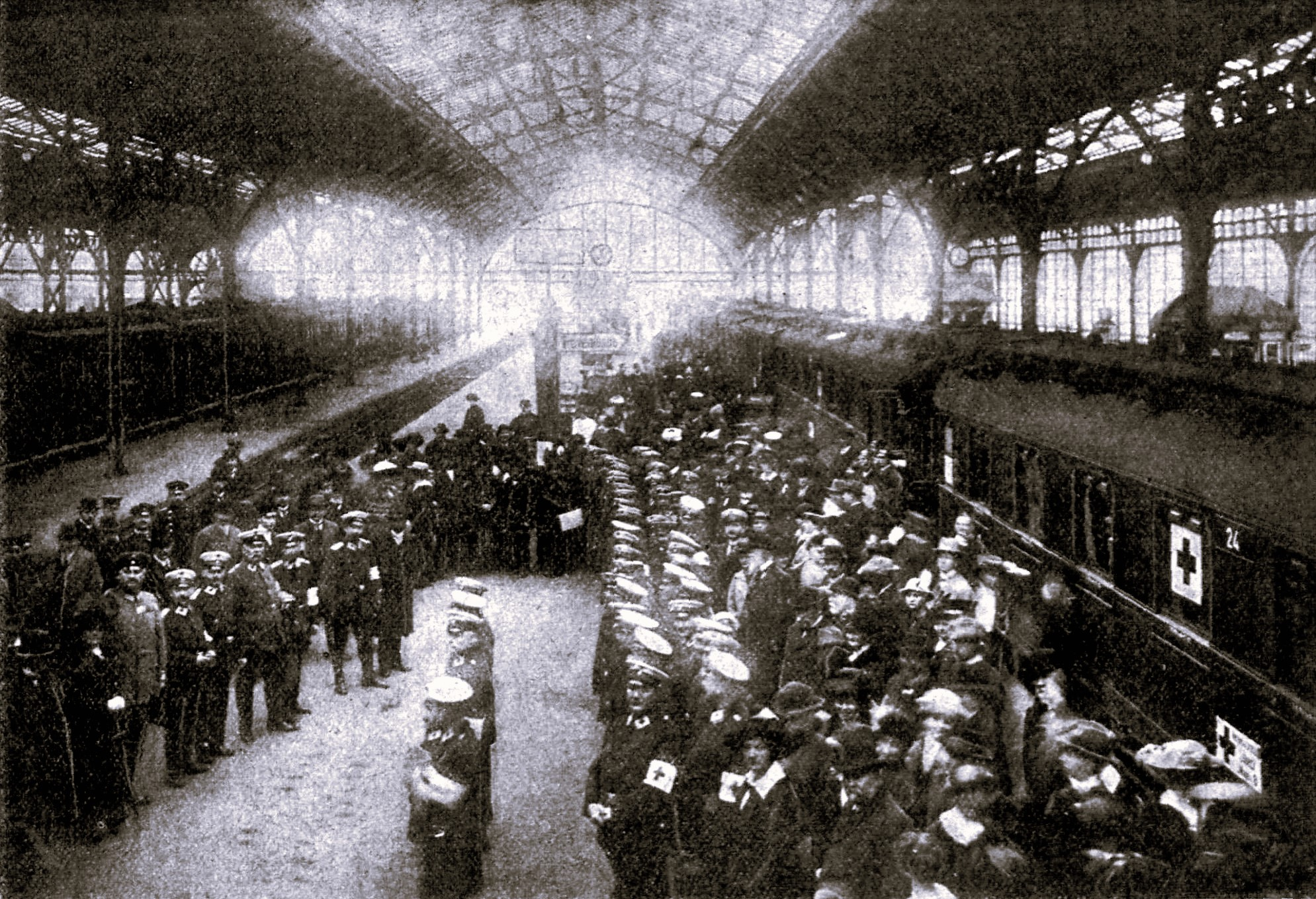
Verabschiedung eines Lazarettzuges am 27. Oktober 1914

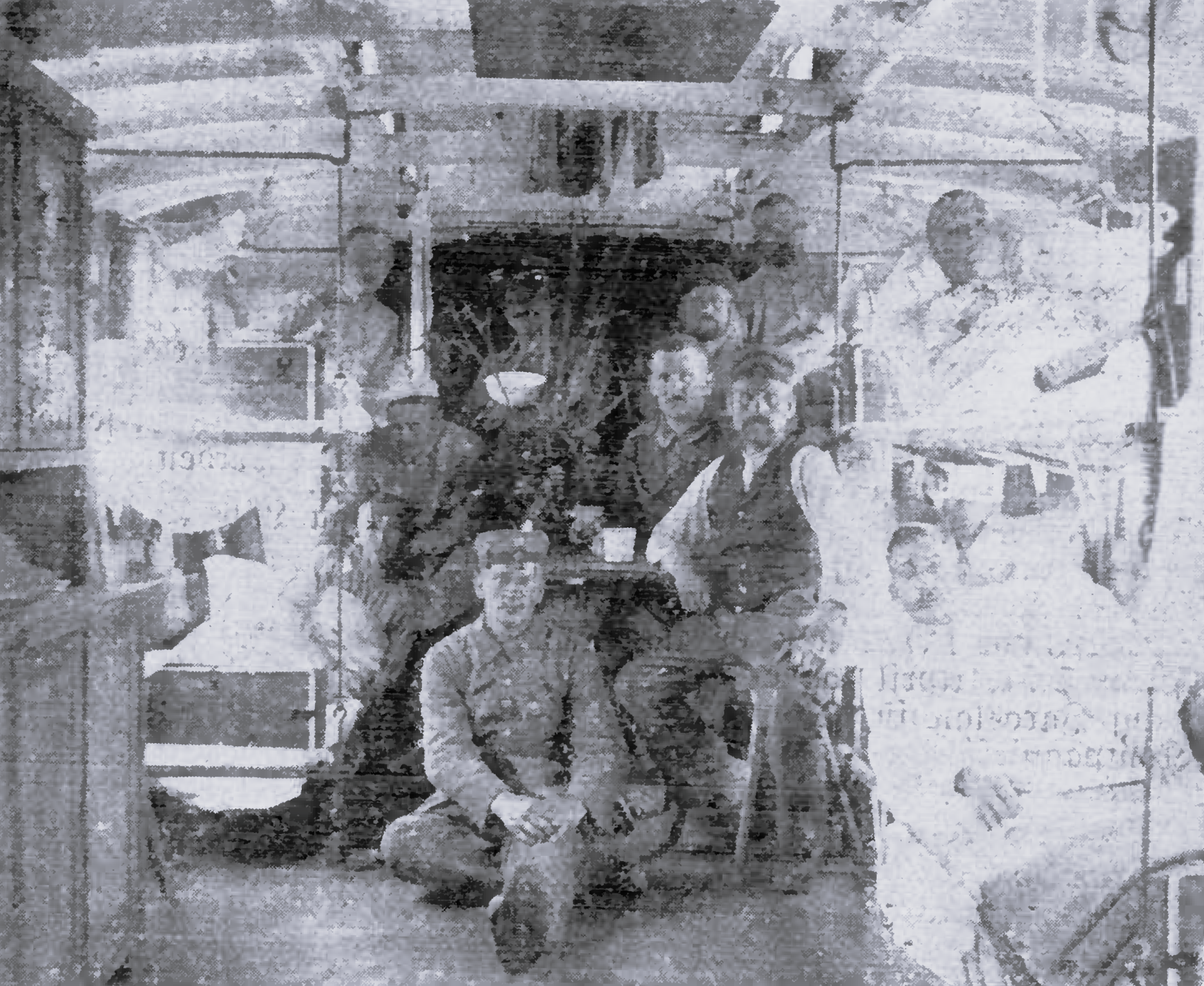
Propaganda: In einem Lazarettzug (1915)

Bis zum Ende des Zweiten Weltkrieges wurden für derartige Züge (oder Zugteile) – noch in der Deutschen Reichsbahn – unter anderem Eilzugwagen der Bauart C4i-36 und C4i-43 verwendet, welche leicht durch ein rotes Kreuz auf weißem Grund (als Schutzzeichen) zu erkennen waren.
Später wurden für den Mobilmachungsfall der Deutschen Bundesbahn Haushaltsmittel aus dem Verteidigungsetat für die Bereithaltung umrüstbarer Reisezugwagen zugewiesen. Für diese auch Lazarett-Wagen (oder „Lazarettwagen“) genannten Wagen waren überwiegend die im Nahverkehr eingesetzten n-Wagen vorgesehen. Sie sollten im Bedarfsfall der Truppe entstuhlt angeliefert und von den „Krankentransportkompanien (Schiene)“ mit in Depots gelagerten Rüstsätzen eingerichtet werden. Die Bundeswehr selbst verfügte nur über einen Prototyp-Zug mit fünf Wagen, der im Rahmen des Projekts „Lazarettzug“ Ende der 1960er Jahre beschafft wurde und später vor allem zu Ausbildungszwecken genutzt wurde. Er war auf dem Gelände des Wehrbereichsverpflegungsamtes IV in Lahnstein stationiert.
Im Gegensatz zu den Lazarettzügen der Wehrmacht beschränkte sich die Patientenbetreuung im Krankentransportkonzept der Bundeswehr im Wesentlichen auf die Pflege bereits behandelter und stabilisierter Soldaten. Neben den Krankentransportzügen, die im rückwärtigen Raum eingesetzt werden sollten, waren zusätzlich für den Transport aus der vordersten Kampfzone auch Dieseltriebwagen der Baureihen 798 und 628 vorgesehen. Sie sollten ebenfalls durch Soldaten der Krankentransportkompanie (Schiene) umgerüstet und genutzt werden.

## Prototypzug

Wirtschaftswagen Dmz^{904}

Bettenwagen Bn^{724}

Bettenwagen Bn^{724}

Bettenwagen Bn^{724}

Die insgesamt fünf Wagen des von der Bundeswehr selbst beschafften Prototypzug waren nie im Plandienst der Deutschen Bundesbahn eingesetzt und trugen Schutzzeichen. Sie dienten ausschließlich zu Studien- und Übungszwecken:

Behandlungswagen Dmz^{903}

BehandlungswagenDer Behandlungswagen wurde von 1965 bis 1967 bei Wegmann & Co. in Kassel mit der Fabriknummer 8786 gebaut. Zunächst lief er mit der Betriebsnummer 910 001 P als D4ümz-65, später mit der Nummer 51 80 09‑53001‑6 P als Dmz903. Er hat einen geschlossenen, gasdichten Wagenkasten und ist mit einer Klimaanlage ausgestattet. Zwei Behandlungsräume verfügten über einen kompletten Operationssaal. Neben dem Sprechzimmer mit Apotheke liegen das Labor und Räume für Ärzte und Pflegepersonal. Vom Wirtschaftswagen unterscheidet er sich vor allem durch die sechs gleichmäßig verteilten Bullaugen auf einer Wagenseite.
WirtschaftswagenDer Wirtschaftswagen wurde 1965 bis 1967 in der Waggonfabrik Talbot in Aachen mit der Fabriknummer 118 071 gebaut. Zunächst lief er mit der Betriebsnummer 910 101 P als D4ümz-65a, später mit der Nummer 51 80 09‑53101‑4 P als Dmz904. Er besaß ebenfalls einen druckdichten Wagenkasten und diente als Speisewagen mit Küche und Vorräten. Der Wagen verfügte auch über eine Wasseraufbereitungsanlage. Die Küche war für die Versorgung von bis zu 400 Soldaten ausgelegt.
BettenwagenDie drei Bettenwagen wurden von der Waggon- und Maschinenbau GmbH Donauwörth hergestellt und basierten auf serienmäßig hergestellten Nahverkehrswagen der zweiten Wagenklasse. Die beiden silber lackierten Großraumwagen Bn724 51 80 02‑52 001‑4 P und Bn724 51 80 02‑52 002‑2 P waren mit je 32 Betten ausgestattet, der olivgrüne Liegewagen mit der Bezeichnung Bn724 51 80 02‑52 003‑0 P verfügte über 16 Betten und im mittleren Großraum über einen Behandlungsraum. Ursprünglich waren die Betten in diesen Wagen fest eingebaut, später fanden Einbausätze Verwendung. Die Bettenwagen waren gemäß dem Regolamento Internazionale delle Carrozze (RIC) auch für die Benutzung von Eisenbahnfähren zugelassen.
Die Wagen wurden bei der Deutschen Bundesbahn als Privatbahnwagen eingestellt, erkennbar am nachgestellten Buchstaben „P“ in der Wagennummer. Der Behandlungs- und der Wirtschaftswagen waren jeweils Einzelstücke. Sie basierten auf der UIC-X-Plattform, waren olivgrün lackiert und hatten Bullaugen anstelle regulärer Fenster. Die Bullaugen waren nicht seitensymmetrisch angeordnet. Die beiden Spezialwagen trugen im unteren Bereich des mittleren Wagenkastens das Eiserne Kreuz.
Der Zug war in den 1980er-Jahren bei der Krankentransportkompanie (Schiene) 856 im schwäbischen Gumpenweiler an der Bahnstrecke Gessertshausen–Türkheim stationiert. Wegen einer im August 1990 festgestellten Blauasbestbelastung musste der olivgrüne Bettenwagen ausgesondert werden. Anfang der 1990er-Jahre wurden die verbliebenen Wagen in die Lent-Kaserne in Rotenburg (Wümme) verbracht. Einhergehend mit der Übertragung der Zuständigkeit vom Sanitätskommando I an das Sanitätsamt der Bundeswehr wurden die Wagen am 29. Oktober 2007 in die Gäubodenkaserne in Feldkirchen-Mitterharthausen verlegt. Nachweisführende Dienststelle war dort das Sanitätslehrregiment. Nach der Veräußerung durch das Verwertungsunternehmen des Bundes (VEBEG) gingen die vier Wagen 2008 in den Besitz der Osnabrücker Dampflokfreunde (ODF) über.

## Serienzüge

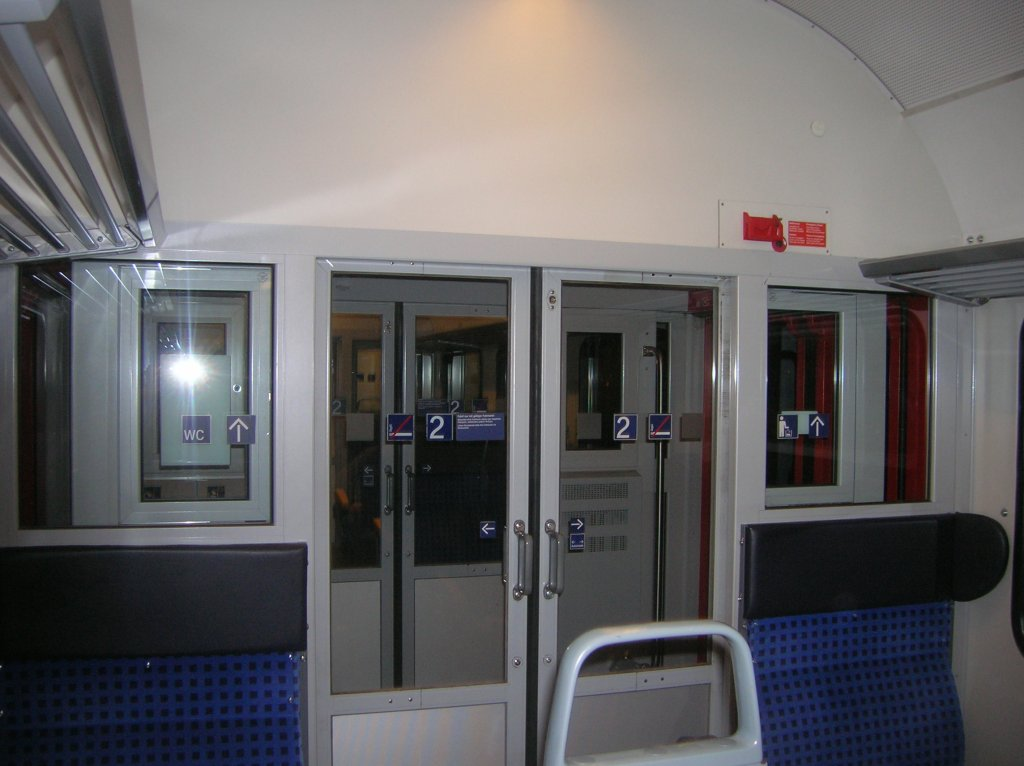
Verbreiterte Durchgangstüren in einem n-Wagen, der für den Einsatz in Krankentransportzügen vorgesehen war

Da die Beschaffung mehrerer Lazarettzüge und deren Vorhaltung in Depots aus wirtschaftlichen Gründen ausschied, beschlossen Bundeswehr und Deutsche Bundesbahn für diesen Zweck ausgewählte reguläre Reisezug-Personenwagen vorzuhalten. Hierbei handelte es sich um 180 lazarettfähige Nahverkehrswagen mit Steildach vom Typ Bnrz724 (Baujahre 1969/70) und 18 umgebaute Nahverkehrswagen mit Runddach vom Typ Bnrz724.1 (1989/90 umgerüstet aus Bnrz725). Bei diesen Wagen können in den Einstiegsräumen die Griffstangen weggeklappt werden. Sie sind mit 230 Volt-Steckdosen in den Endgroßräumen zum Betreiben von Trockenrasierern sowie am Nichthandbremsende auch für Kochgeräte (220 V, 16 2/3 Hz) versehen. Vorbereitet waren ebenso Rollvorhänge an den Seitenfenstern, um das Wageninnere verdunkeln zu können, auch wenn die Betten installiert sind. Dies wäre mit den sonst üblichen Vorhängen nicht möglich gewesen. Auffälligstes Merkmal dieser Wagen sind die Doppeltüren zwischen den Groß- und den Einstiegsräumen. Diese sind notwendig, um eine Trage mit Verwundeten in die Großräume hinein bringen zu können. Die meisten dieser Wagen wurden Ende der 1990er Jahre modernisiert und verkehrsrot lackiert. Diese modernisierten Wagen tragen die Typenbezeichnung Bnrz450.3 und werden weiterhin planmäßig eingesetzt.
Im Einsatzfall wären die Wagen ohne den Großteil der Sitze an die Bundeswehr übergeben worden. Einzig am Handbremsende wären die beiden Sitzbänke erhalten geblieben. Am gegenüberliegenden Ende hätte die Bundeswehr an dieser Stelle Schränke für medizinisches Material eingebaut. Die Großräume wären dann mit 2 m langen und 75 cm breiten Liegen parallel zur Außenwand versehen worden. Dazu wären auch senkrechte Halterungen installiert worden. Damit verbleibt ein Mittelgang von ca. 1 m, so dass man die Tragen zwischen den Betten hindurchbewegen kann.
Insgesamt konnten 296 liegende oder 180 sitzende und 176 liegende Patienten in einem Krankentransportzug transportiert werden. Zur Betreuung verfügte eine KrTrspKp (Schiene) über 76 beziehungsweise 75 Soldaten, darunter zwei Sanitätsoffiziere (Arzt).

### Zugbildung
Die Krankentransportzüge waren wie folgt gegliedert:
| A | 1 Lokomotive          | Baureihe 218, die auch zur Stromversorgung der Wagen diente. |  |
| B | 1 Küchenwagen         | Vorgesehen waren Sitzwagen des Typs Bnrz724 (mit Fahrradabteil), in die durch die Truppe die Feldküche eingerüstet wurde. Diese Sitzwagen wurden von der Deutschen Bundesbahn bestuhlt zugeführt.                                                                                         |  |
| C | 1 Gepäckwagen         | Hier waren zuletzt Sitzwagen mit Fahrradabteil der Baureihe Bduu497 eingeplant, hierbei handelt es sich um ehemalige Halbgepäckwagen der Baureihe BDms. |  |
| D | 1 Wagen Stammpersonal | Geplant waren Liegewagen vom Typ Bcm241. |  |
| E | 1 Führungswagen       | Für den beweglichen KpGefStd war ein Schnellzugwagen 1. Klasse vom Typ Avmz111 vorgesehen. |  |
| F | 3 Liegewagen          | Die Liegewagen vom Typ Bcm241 konnten wahlweise 120 liegende oder 180 sitzende Patienten aufnehmen. |  |
| G | 5 Bettenwagen         | Als Bettenwagen dienten die speziell vorbereiteten Großraumwagen des Typs Bnrz724, die ohne Bestuhlung der Truppe zugeführt wurden. Sie wurden durch die Truppe mit jeweils 32 Betten für liegende Verwundeten aufgerüstet.                                                               |  |
| H | 1 Behandlungswagen    | Auch als Behandlungswagen dienten speziell vorbereitete Bnrz724, die neben 16 Betten im Mittelteil den Behandlungsraum mit Truppenverbandplatzausstattung zur Notfallversorgung aufnehmen konnten. Dieser Wagen war auch für die Betreuung von Intensiv- und Isolationspatienten geplant. |  |
| A | 1 Lokomotive          | Baureihe 218, die auch zur Stromversorgung der Wagen diente. |  |

## Krankentransportkompanien (Schiene)

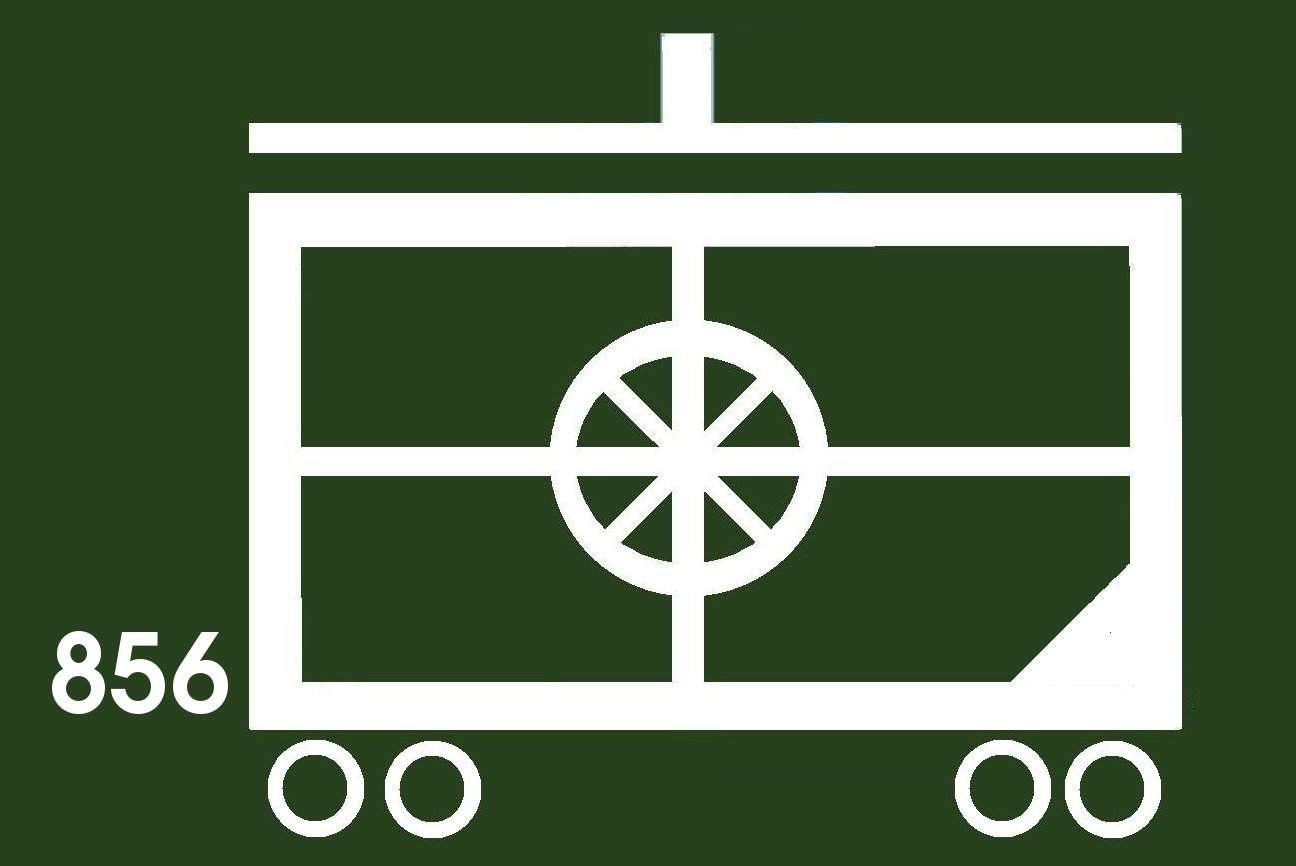
Taktisches Zeichen der KrTrspKp 856 (Territorialheer)

Krankentransportkompanien (Schiene) waren Geräteeinheiten, das heißt Reserveeinheiten, deren Material in Depots lagerte. Sie waren den Sanitätskommandos des Territorialheers unterstellt. Die Reservelazarettorganisation wurde auch nach Ende des Ost-West-Konfliktes beibehalten. Auch 2002, nach der Transformation der Bundeswehr und der Aufstellung des Zentralen Sanitätsdienstes des Bundeswehr, waren diese Einheiten neben mittlerweile etablierten Lufttransportmitteln und seegestützten Marineeinsatzrettungszentren als weitere Säule für den strategischen Verwundeten-/Krankentransport von den Orten klinischer Grundversorgung über lange Distanzen in die rückwärtig gelegenen Einrichtungen klinischer Vollversorgung vorgesehen. Einhergehend mit der Auflösung der Reservelazarettorganisation im Jahr 2007 wurden auch die Krankentransportkompanien (Schiene) aufgelöst.
Übersicht der Ende der 1980er Jahre bestehenden Krankentransportkompanien (Schiene):
| Unterstellungsbereich                                                                                        | Kompanien | Standort                                                                    | Stärke im V-Fall  |
| --- | --- | --------------------------------------------------------------------------- | ----------------- |
| Sanitätskommando 600 (Territorialkommando Schleswig-Holstein/ Deutscher Bevollmächtigter im Bereich AFNORTH) | KrTrspKp (Schiene) 601 KrTrspKp (Schiene) 602 KrTrspKp (Schiene) 603 KrTrspKp (Schiene) 604 KrTrspKp (Schiene) 605 KrTrspKp (Schiene) 606 | Hohenwestedt Heide                                                          | 75 76 75 76       |
| Sanitätskommando 800 (Territorialkommando Nord)                                                              | KrTrspKp (Schiene) 801 KrTrspKp (Schiene) 802 KrTrspKp (Schiene) 803 KrTrspKp (Schiene) 804 KrTrspKp (Schiene) 805 KrTrspKp (Schiene) 806 KrTrspKp (Schiene) 807 KrTrspKp (Schiene) 808 KrTrspKp (Schiene) 809 KrTrspKp (Schiene) 810                                                                                             | Burgsteinfurt Sendenhorst-Berl Meppen                                       | 75 76 75 76 75 76 |
| Sanitätskommando 850 (Territorialkommando Süd)                                                               | KrTrspKp (Schiene) 851 KrTrspKp (Schiene) 852 KrTrspKp (Schiene) 853 KrTrspKp (Schiene) 854 KrTrspKp (Schiene) 855 KrTrspKp (Schiene) 856 KrTrspKp (Schiene) 857 KrTrspKp (Schiene) 858 KrTrspKp (Schiene) 859 KrTrspKp (Schiene) 860 KrTrspKp (Schiene) 861 KrTrspKp (Schiene) 862 KrTrspKp (Schiene) 863 KrTrspKp (Schiene) 864 | St. Ingbert Gumpenweiler (Walkertshofen) Aalen Gumpenweiler (Walkertshofen) | 75 76 75 76       |

## Zukunft
Von Seiten der Bundeswehr gibt es Pläne, neue Lazarettzüge zum Transport von Patienten zu beschaffen. Angedacht sind dabei mindestens drei ICE 3neo.